# Papagayos (Mendoza)
Papagayos es una localidad ubicada en el Distrito El Challao, departamento Las Heras, provincia de Mendoza, Argentina. 
Papagayos designa a una zona ubicada al oeste de la Ciudad de Mendoza, aunque lo que el INDEC toma como asentamiento urbano se encuentra sobre la Ruta Provincial 13, en un campo de equinoterapia; la ruta 13 la vincula al este con Las Heras, y al noroeste con Uspallata.
En 1985 un terremoto ocurrió en esta zona; existe un mito ampliamente difundido de que el mismo se debió al impacto de un misil estadounidense en el lugar. 
En Papagayos funcionó un Centro Clandestino de Detención durante la última dictadura militar.